# Мяекюла (Пайде)
Мя́екюла (ест. Mäeküla) — село в Естонії, у міському самоврядуванні Пайде повіту Ярвамаа.

## Населення
Чисельність населення на 31 грудня 2011 року становила 27 осіб.

## Географія
Через населений пункт проходить автошлях 2 (Таллінн — Тарту — Виру — Лугамаа), естонська частина європейського маршруту E263. Від села починаються дороги 25 (Мяекюла — Коеру — Капу) та 15175 (Пайде — Мюнді — Мяекюла).

## Історія
З 24 жовтня 1991 до 25 жовтня 2017 року село входило до складу волості Пайде.